# 森林鉄道 (三笠)
北海道三笠町（現・三笠市）内の森林鉄道は、森林経営の合理化を図るために三笠町内の国有林を伐採し搬出することを目的に敷設された。
当森林鉄道は幾春別森林鉄道（いくしゅんべつしんりんてつどう）とも呼ばれ、幾春別地区および桂沢地区に敷設され、奥地の一般住民も利用することができた。沿線に桂沢ダムが建設され、代替林道が建設されたこと、住民の転居が進められたことから1955年（昭和30年）に廃止された。 

## 路線データ（廃止時）
- 幾春別森林軌道 14.6km[1]
- 奥幾春別森林軌道 3.1km
- 桂沢ダム建設時の森林軌道 約25km

## 歴史
木材の運送には幾春別川などを用いて流送をしていたが、安全で集約的な搬出を行うため簡易軌道を敷設したのがはじまり。
- 1935年（昭和10年）：帝室林野局所轄の桂沢御料林が森林鉄道の工事に着手。
- 1938年（昭和13年）：幾春別森林軌道14.6km竣工。
- 時期不詳：奥幾春別森林軌道3.1km竣工、伐採植林事業開始。
- 1938年-1951年（昭和13年-昭和26年）：幾春別森林軌道の支線として、盤の沢、菊面沢、上一の沢、左股沢の各線を敷設。
- 1955年（昭和30年）：木材搬出用自動車代替道路41kmが完成し、1956年（昭和31年）の桂沢ダム完成目前に廃止。

※ 詳細のデータは残っていない。

## 路線一覧
- 幾春別駅周辺 - 桂沢地区（幾春別川本流・盤の沢・菊面沢・上一の沢）
- 幾春別駅周辺 - 奥幾春別

盤の沢には事業所があり、支線の集離合点となっていた。
終点の幾春別には貯木場が存在し、国鉄幌内線幾春別駅から発する貨物列車の貨車に積み替えが行われていた。
路線の一部は三笠市立博物館野外博物館において、桂沢サイクリングロードとして活用されている。

## 代替路線
- 自動車代替道路 41km
- 北海道中央バス桂沢線（2004年3月31日をもって廃止）